# Afzender

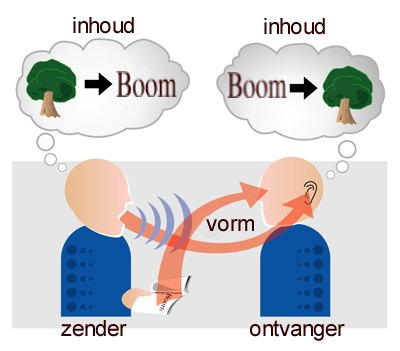
De uitwisseling van informatie is te zien als een eenvoudige vorm van kennisverwerving

De afzender is de persoon die een of ander bericht naar een of meer ontvangers stuurt. In gespreksverkeer spreekt men van zender van een boodschap, en in briefverkeer van een afzender van een bericht.
Door zich als afzender bekend te maken weet de ontvanger waar het bericht vandaan komt. Wenst men dat (als persoon) te vermijden dan blijft men anoniem.
In het briefverkeer schrijft de afzender soms op de achterkant van een envelop zijn gegevens. Op deze manier kan de brief aan hem geretourneerd worden, indien de ontvanger verhuisd is of om een andere reden de brief niet kan of wil ontvangen.
Wanneer een boodschap van een zender niet goed kan overbrengen kan er sprake zijn van ruis.